# 方介民
方介民（1986年1月31日—）是台灣男子羽球選手，專長雙打項目。畢業於國立新豐高級中學及國立臺灣體育大學（桃園）球類系。

## 簡歷
方介民自國二就開始與李勝木搭檔男雙，至高中時兩個人成為正式的雙打組合。

### 2010年 超級賽二連冠
2010年6月中，方介民與李勝木在新加坡羽毛球超級賽男子雙打決賽以直落二（21-14、21-15）擊敗美國的白國豪/吳俊明。同年6月底，兩人又在印尼羽毛球超級賽的決賽中以直落二（21-16、21-15）擊敗韓國的曹建雨/權利九，連續獲得兩站超級系列賽冠軍，世界排名也首度進入前十。同年11月，方介民和李勝木代表中華台北出戰廣州亞運會，參加羽毛球比賽的男子雙打及男子團體項目。

### 2012年 倫敦奧運八強
2012年1月，方介民/李勝木出戰馬來西亞羽毛球超級賽，他們首先在準決賽以2比1（21-19、18-21、21-12）擊敗日本的橋本博且/平田典靖。至決賽時，在先失一局的情況下連勝兩局（16-21、21-16、21-16）反勝韓國的曹建雨/申白喆，時隔19個月再度獲得超級賽冠軍。8月，方介民和李勝木代表中華台北出戰倫敦奧運，參加羽球比賽的男子雙打，成為台灣第一組進軍奧運的男雙組合，雖然於半準決賽輸給丹麥的瑪蒂亞斯·鮑伊和卡斯騰·摩根森，為當時台灣在男雙賽事的最好成績。

### 退役任教
2013年2月25日，方介民正式從羽毛球世界聯會註冊退役。退役後，方介民回到故里台南長榮大學當教師，仍有跟吳俊緯搭配參加全國羽球排名賽。

## 技術特點
在與李勝木搭檔參加國際賽期間，兩人主要以中前場的快速平抽為主要戰術。而相較李勝木的兇猛進攻，方介民藉由穩定的防守和網前的組織替李勝木製造後場進攻的機會。

## 個人生活
方介民的父親方榮岳是羽球教練，曾培育過多名甲組好手與國手，目前在關廟經營羽球館和關廟麵製麵廠；胞兄方柏盛亦是羽球好手。

## 主要比賽成績
只列出曾進入準決賽的國際賽事成績：
| 年份   | 賽事                     | 公開賽級別 | 項目     | 拍檔   | 成績   |
| ------ | ------------------------ | ---------- | -------- | ------ | ------ |
| 2006年 | 泰國羽毛球公開賽         | 不適用     | 男子雙打 | 李勝木 | 準決賽 |
| 2007年 | 澳門羽毛球黃金大獎賽     | 黃金大獎賽 | 混合雙打 | 程文欣 | 亞軍   |
| 2007年 | 中國羽毛球超級賽         | 超級賽     | 男子雙打 | 李勝木 | 準決賽 |
| 2008年 | 印度羽毛球黃金大獎賽     | 黃金大獎賽 | 混合雙打 | 程文欣 | 準決賽 |
| 2008年 | 亞洲羽毛球錦標賽         | 其他       | 混合雙打 | 程文欣 | 季軍   |
| 2008年 | 中華台北羽毛球黃金大獎賽 | 黃金大獎賽 | 混合雙打 | 程文欣 | 亞軍   |
| 2008年 | 澳門羽毛球黃金大獎賽     | 黃金大獎賽 | 男子雙打 | 李勝木 | 亞軍   |
| 2009年 | 韓國羽毛球超級賽         | 超級賽     | 男子雙打 | 李勝木 | 準決賽 |
| 2009年 | 香港羽毛球超級賽         | 超級賽     | 混合雙打 | 王沛蓉 | 準決賽 |
| 2010年 | 德國羽毛球大獎賽         | 大獎賽     | 男子雙打 | 李勝木 | 準決賽 |
| 2010年 | 亞洲羽毛球錦標賽         | 其他       | 男子雙打 | 李勝木 | 季軍   |
| 2010年 | 新加坡羽毛球超級賽       | 超級賽     | 男子雙打 | 李勝木 | 冠軍   |
| 2010年 | 印尼羽毛球超級賽         | 超級賽     | 男子雙打 | 李勝木 | 冠軍   |
| 2010年 | 加拿大羽毛球大獎賽       | 大獎賽     | 男子雙打 | 李勝木 | 冠軍   |
| 2010年 | 美國羽毛球黃金大獎賽     | 黃金大獎賽 | 男子雙打 | 李勝木 | 冠軍   |
| 2010年 | 中華台北羽毛球黃金大獎賽 | 黃金大獎賽 | 男子雙打 | 李勝木 | 準決賽 |
| 2010年 | 世界大學羽毛球錦標賽     | 其他       | 男子雙打 | 李勝木 | 冠軍   |
| 2010年 | 中國羽毛球超級賽         | 超級賽     | 男子雙打 | 李勝木 | 準決賽 |
| 2011年 | 瑞士羽毛球黃金大獎賽     | 黃金大獎賽 | 男子雙打 | 李勝木 | 準決賽 |
| 2011年 | 世界大學運動會羽毛球比賽 | 其他       | 混合團體 | -      | 铜牌   |
| 2011年 | 世界大學運動會羽毛球比賽 | 其他       | 男子雙打 | 李勝木 | 亞軍   |
| 2011年 | 印尼羽毛球黃金大獎賽     | 黃金大獎賽 | 男子雙打 | 李勝木 | 準決賽 |
| 2011年 | 澳門羽毛球黃金大獎賽     | 黃金大獎賽 | 男子雙打 | 李勝木 | 準決賽 |
| 2012年 | 馬來西亞羽毛球超級賽     | 超級賽     | 男子雙打 | 李勝木 | 冠軍   |
| 2012年 | 瑞士羽毛球黃金大獎賽     | 黃金大獎賽 | 男子雙打 | 李勝木 | 亞軍   |
| 2012年 | 澳洲羽毛球黃金大獎賽     | 黃金大獎賽 | 男子雙打 | 李勝木 | 亞軍   |

| 2007-2017年 | 首要超級賽 | 超級賽 | 黃金大獎賽 | 大獎賽 | 國際挑戰賽 | 國際系列賽 | 未來系列賽 | 其他 |

### 奧運會和世錦賽參賽紀錄
|          | 搭檔   | 2009 | 2010 | 2011 | 2012 |
| -------- | ------ | ---- | ---- | ---- | ---- |
| 男子雙打 | 李勝木 | 16強 | 8強  | 16強 | 8強  |
|          |        |      |      |      |      |
| 混合雙打 | 程文欣 | 32強 | －   | －   | －   |
| 混合雙打 | 王沛蓉 | －   | －   | 16強 | －   |

## 主要對賽紀錄
方介民與主要對手的對賽成績如下（只列出對賽五次或以上對手，截至2017年6月23日）：
男雙 - 李勝木
| 對手                          | 對賽次數 | 對賽結果 | 對賽結果 | 總計 |
| 對手                          | 對賽次數 | 勝       | 負       | 總計 |
| ----------------------------- | -------- | -------- | -------- | ---- |
| 馬爾基斯·基多 亨德拉·塞蒂亞萬 | 11       | 4        | 7        | -3   |
| 橋本博且 平田典靖             | 8        | 6        | 2        | +4   |
| 卡斯騰·摩根森 瑪蒂亞斯·鮑伊   | 7        | 3        | 4        | -1   |
| 劉小龍 邱子瀚                 | 6        | 3        | 3        | 0    |
| 傅海峰 蔡贇                   | 6        | 0        | 6        | -6   |
| 穆罕默德·阿赫桑 博納·塞普特納 | 5        | 2        | 3        | -1   |
| 其他選手                      | 140      | 117      | 41       | +76  |
| 總計                          | 226      | 135      | 91       | +44  |

## 外部連結
- 方介民在国际奥林匹克委员会的资料
- （繁體中文）. 勝利體育. （原始内容存档于2010-09-21）.